# Дезри Кусто
Дезри Кусто (англ. Desireé Cousteau, настоящее имя — Дебора Клирбранч, англ. Deborah Clearbranch, род. 1 января 1956, Саванна, Джорджия) — сценическое имя американской порноактрисы 1970-х и 1980-х годов. Наиболее известна по ролям в фильмах Pretty Peaches (1978) и «Внутри Дезри Кусто» (англ. Inside Désirée Cousteau, 1979). В 1993 году была введена в Зал славы XRCO, а в 1997 году — в Зал славы AVN.

## Биография
Родилась 1 января 1956 года в городе Саванна, Джорджия. Дебютировала в качестве актрисы художественных фильмов в начале 1970-х годов, сыграв небольшую роль в фильме категории B жанра women in prison Caged Heat. Карьера застопорилась, но поступало много предложений сексуальных ролей, и вскоре актриса стала сниматься в секс-фильмах, после того, как её попросил режиссёр фильмов для взрослых Алекс де Ренци. Регулярно в фильмах для взрослых актриса снималась с конца 1970-х до середины 1980-х.
Дебют в порноиндустрии состоялся в 1978 году, в возрасте 22 лет. Одной из первых ролей стал фильм Pretty Peaches, который в 1979 году принёс Кусто премию Американской Ассоциации кино для взрослых за лучшую женскую роль. В фильме главная героиня попадает в автомобильную аварию после посещения свадьбы своего отца. Двое мужчин находят её и пользуются ей в сексуальном плане.
Другой важной работой ранней порнокарьеры стала картина Inside Desiree Cousteau («Внутри Дезри Кусто»), псевдо-автобиографический фильм, в котором Кусто играет женщину-журналиста, которая пытается отговорить мужчин, заинтересованных в ней. Стараясь избежать домогательств, она находит работу на роскошной яхте, но и там оказываются две порнозвезды. Наконец, она принимает тот факт, что секс является результатом любой работы, которую она пробует; она останавливает взор на карьере порнозвезды и «живёт счастливо». Благодаря ролям в фильмах Inside Desiree Cousteau и Pretty Peaches, Кусто считается одной из выдающихся актрис эпохи порношика.
Работала в таких студиях, как VCA Pictures, VCX, Caballero, Video X Pix, Alpha Blue, Western Visuals, Global Media International, Metro, Blue Vanities, Alpha France, Ventura, Odyssey, Shooting Star и Arrow Productions.
Ушла из индустрии в 1988 году, вернулась в родной штат и стала работать психологом. В общей сложности снялась в 113 фильмах.
В 1992 году была введена в Зал славы XRCO, а в 1997 году — в Зал славы AVN.

## Премии
| Год  | Церемония   | Результат | Номинация      | Работа         |
| ---- | ----------- | --------- | -------------- | -------------- |
| 1978 | AFAA Awards | Победа    | Лучшая актриса | Pretty Peaches |

## Избранная фильмография
- Aphrodesia’s Diary[15],
- Best of Alex De Renzy[16],
- Centerspread Girls[17],
- Delicious[18],
- Easy[19],
- Female Athletes[20],
- Getting Off[21],
- Hot Lunch[22],
- Intimate Illusions[23],
- Raincoat Crowd[24],
- Sweet Alice[25],
- That’s Erotic[26].

## Дальнейшее чтение
- Barbano, Nicolas. Verdens 25 hotteste pornostjerner (неопр.). — Denmark: Rosinante, 1999. — ISBN 87-7357-961-0. — включает главу о Кусто.